# Пичугино (Дуванский район)
Пичугино (баш. Пичугин) — деревня в Дуванском районе Республики Башкортостан Российской Федерации. Входит в состав Михайловского сельсовета.

## География

### Географическое положение
Расстояние до:
- районного центра (Месягутово): 25 км,
- центра сельсовета (Михайловка): 1 км,
- ближайшей ж/д станции (Сулея): 100 км.

## Население
| 2002 | 2010 |
| ---- | ---- |
| 1    | ↘0   |